# Secaucus
Secaucus ist eine Stadt im Hudson County, New Jersey, USA. Das U.S. Census Bureau hat bei der Volkszählung 2020 eine Einwohnerzahl von 22.181 ermittelt.

## Geschichte
Secaucus wurde ursprünglich als Stadtteil durch ein Gesetz des Senates von New Jersey am 12. März 1900 aus Teilen von North Bergen gegründet. Am 7. Juni 1900 wurde Secaucus als Stadt eingemeindet und ersetzte den Bezirk Secaucus, aufgrund des Referendums vom 5. Juni 1917. Vor den 1950er Jahren war Secaucus ein Sammelpunkt von Schweinefarmen, Tierkörperverwertungsanlagen und Autoverwertungsbetrieben, die der Stadt den Ruf gaben, eine der geruchsintensivsten in der Metropolregion New York zu sein.
In späteren Jahrzehnten wurde Secaucus mehr zu einer Pendlerstadt. Das New Jersey Monthly Magazine hat Secaucus in seiner Rangliste der "Best Places to Live" in New Jersey von 2008 als elftbesten Wohnort eingestuft.

## Geographie
Die geographischen Koordinaten der Stadt sind 40°47'15" nördliche Breite und 74°3'42" westliche Länge.
Nach den Angaben des United States Census Bureaus hat die Stadt eine Gesamtfläche von 16,9 km2, wovon 15,3 km2 Land und 1,6 km2 (9,66 %) Wasser ist.
Auf dem Stadtgebiet liegt der 2003 eröffnete Bahnhof Secaucus Junction.

## Demographie
Nach der Volkszählung von 2010 gibt es 16.264 Menschen, 6.297 Haushalte und 4.112 Familien in der Stadt. Die Bevölkerungsdichte beträgt 2.793,7 Einwohner pro km2. 68,40 % der Bevölkerung sind Weiße, 4,11 % Afroamerikaner, 0,20 % amerikanische Ureinwohner, 20,40 % Asiaten, 0,04 % pazifische Insulaner, 4,38 % anderer Herkunft und 2,47 % Mischlinge. 18,60 % sind Latinos unterschiedlicher Abstammung.
Von den 6.297 Haushalten haben 27,9 % Kinder unter 18 Jahre. 50,0 % davon sind verheiratete, zusammenlebende Paare, 11,4 % sind alleinerziehende Mütter, 34,7 % sind keine Familien, 29,1 % bestehen aus Singlehaushalten und in 11,3 % Menschen sind älter als 65. Die Durchschnittshaushaltsgröße beträgt 2,46, die Durchschnittsfamiliengröße 3,09.
19,3 % der Bevölkerung sind unter 18 Jahre alt, 7,7 % zwischen 18 und 24, 29,9 % zwischen 25 und 44, 27,6 % zwischen 45 und 64, 15,6 % älter als 65. Das Durchschnittsalter beträgt 40,2 Jahre. Das Verhältnis Frauen zu Männer beträgt 100:94,7, für Menschen älter als 18 Jahre beträgt das Verhältnis 100:90,5.
Das jährliche Durchschnittseinkommen der Haushalte beträgt 82.289 USD, das Durchschnittseinkommen der Familien 96.475 USD. Männer haben ein Durchschnittseinkommen von 58.902 USD, Frauen 54.665 USD. Das Pro-Kopf-Einkommen der Stadt beträgt 38.375 USD. 6,6 % der Bevölkerung und 4,7 % der Familien leben unterhalb der Armutsgrenze, davon sind 6,9 % Kinder oder Jugendliche jünger als 18 Jahre und 7,9 % der Menschen sind älter als 65.

## Söhne und Töchter der Stadt
- Dave Draper (1942–2021), Bodybuilder, Schauspieler und Autor
- Michelle Borth (* 1978), Schauspielerin
- Paul Iacono (* 1988), Schauspieler und Dramaturg